# Axel Landgren
Axel Herman Landgren (i riksdagen kallad Landgren i Bjäresjö), född 12 juli 1898 i Bjäresjö, Skåne, död 27 september 1985 i Bjäresjö, var en svensk riksdagspolitiker (socialdemokrat).
Landgren var ledamot av riksdagens andra kammare från 1933, invald i Malmöhus läns valkrets. Han var också landstingsledamot från 1931.